# 茨城工業高等専門学校
茨城工業高等専門学校（いばらきこうぎょうこうとうせんもんがっこう、英称:National Institute of Technology, Ibaraki College）は、茨城県ひたちなか市にある日本の国立高等専門学校である。1964年に設置された。略称は茨城高専、NITIC。

## 沿革
- 1964年（昭和39年）- 国立高専3期校として開校（機械工学科・電気工学科）。仮事務室を茨城大学構内に設置。
- 1965年（昭和40年）- 現在地に移転。
- 1969年（昭和44年）- 工業化学科を新設。
- 1978年（昭和53年）- 編入学制度を導入。
- 1984年（昭和59年）- 留学生を受入れ開始。
- 1981年（昭和56年）- 推薦入学制度を導入。
- 1986年（昭和61年）- 電子情報工学科を新設。
- 1988年（昭和63年）- 帰国子女特別選抜制度・外国人受託研修員制度を導入。
- 1989年（平成元年）- 外国の高等学校・大学への留学制度を導入、フランス国立ルーアン応用科学大学との学術交流協定を締結。
- 1991年（平成3年）- 電子制御工学科を機械工学科の一部より改組・設置。
- 1996年（平成8年）- 工業化学科を物質工学科に改組。
- 2001年（平成13年）- 専攻科（機械・電子制御工学専攻、情報・電気電子工学専攻、物質工学専攻）を設置。
- 2002年（平成14年）- 技術支援センター設置教員組織一般科目を人文科学科・自然科学科に改組。
- 2004年（平成16年）- 独立行政法人化、機械工学科・電気工学科をそれぞれ機械システム工学科・電気電子システム工学科に改組。
- 2005年（平成17年）- 産業技術システムデザイン工学プログラムが日本技術者教育認定機構JABEEに認定。
- 2007年（平成19年）- 専攻科に産業技術システムデザイン工学専攻を新設。
- 2008年（平成20年）- 専攻科の2専攻（情報・電気電子工学専攻、物質工学専攻）を廃止。
- 2014年（平成26年）- グローバル高専モデル事業推進校に指定。
- 2025年（令和7年）- JX金属とネーミングライツ契約を締結。

### 歴代校長
| 代   | 氏名                                   | 在任期間              |
| ---- | -------------------------------------- | --------------------- |
| 初代 | 真野克己（茨城大学教授）               | 1964年4月 - 1974年4月 |
| 2代  | 千早正（茨城大学教授）                 | 1974年4月 - 1978年3月 |
| 3代  | 一色貞文（茨城大学教授）               | 1978年3月 - 1984年4月 |
| 4代  | 澤田徹（京都大学事務局長）             | 1984年4月 - 1991年4月 |
| 5代  | 中村賢二郎（文部省大臣官房付）         | 1991年4月 - 1996年7月 |
| 6代  | 木村直（文部省大臣官房文教施設部長）   | 1996年7月 - 2001年4月 |
| 7代  | 鈴木伸一（人事院総務局付）             | 2001年4月 - 2006年4月 |
| 8代  | 角田幸紀（木更津工業高等専門学校教授） | 2006年4月 - 2011年4月 |
| 9代  | 日下部治（東京工業大学名誉教授）       | 2011年4月 - 2016年4月 |
| 10代 | 喜多英治（筑波大学教授）               | 2016年4月 - 2020年4月 |
| 11代 | 米倉達広（茨城大学名誉教授）           | 2020年4月 - 2023年4月 |
| 12代 | 鈴木秋弘（長岡工業高等専門学校教授）   | 2023年4月 -           |

## 設置学科

### 本科（準学士課程）

#### 主専攻
- 機械・制御系(3年次よりコース分けが行われる)
  - 機械コース(M1)
  - 制御コース(M2)
- 電気・電子系(E)
- 情報系(I)
- 化学・生物・環境系(C)

#### 副専攻（主専攻との重複不可）
- 機械・制御系(M)
- 電気・電子系(E)
- 情報系(I)
- 化学・生物・環境系(C)
- グローバル系(G)

### 専攻科（学士課程）
- 産業技術システムデザイン工学専攻
  - 機械工学コース
  - 電気電子工学コース
  - 情報工学コース
  - 物質工学コース

## 施設
1号館（旧第II教室棟・管理棟）
- 一般教養部教員室、機械・制御系（4・5年）、物理実験室等
- 2010年3月、耐震工事が完了した。

2号館（電気電子システム工学科棟）
- 電気・電子系（4・5年）・電気・電子系教員室

3号館（旧機械システム工学科・電子制御工学科棟）
- 機械・制御系教員室

4号館（旧物質工学科棟）
- 化学・生物・環境系教員室

5号館（旧第三教室棟）
- 化学・生物・環境系（4・5年）・大教室

6号館（旧電子制御工学科別棟）
- 機械制御系教員室・演習室等

7号館（旧電子情報工学科棟）
- 情報系（4・5年）・演習室等

8号館（旧第I教室棟）
- 三階建て。1、2学年学科混合教室。3学年（情報系以外）の教室がある。一階にロビーがある。

9号館（旧機械システム工学科別棟）
- 機械制御系教員室・共同実験室

10号館（旧専攻科棟）
- 専攻科生の活動場所

図書館棟
- 一般公開されている（現在コロナの影響で行われていない）
- 学術総合情報センター

第一体育館
- 8号館付近にある体育館。
- 全校集会などで使用される。

第二体育館
- 7号館付近の体育館。

武道場
- 第1体育館の隣に位置する。
- 剣道部、柔道部およびダンス部の活動場所として利用されている。

プール
合宿所
- 8号館の横に位置している。
- ダーツ部などの活動場所として利用されている。
- 新型コロナウイルスが5類に移行されてから合宿のための利用も再開された。

実習工場
- 旋盤・フライス盤・アーク溶接機・NCフライス盤・マシニングセンタ（割り出し五軸）等がある。

学寮
- 新友館
- 西友館
- 北友館
- 紫峰館
- 虹友館
- 寮食堂
  - 寮生向けの食堂
- 寄宿舎管理棟
- 浴場

福利厚生施設
- 茨友会館
  - 一階に売店・学生食堂、二階に保健室・学生相談室・集会室などがある。

## 対外関係

### 他大学との協定

#### 国内大学
- 放送大学学園と単位互換協定を結んでおり、放送大学で取得した単位を卒業に要する単位として認定することができる[1]。

## 学生会組織
本校の学生は入学と同時に学生会に入会し、学生会員となる。学生会は本校における自治組織であり、部活動や委員会など様々な団体所属し、日々活動している。以下が学生会組織に属する団体である。
学生総会
学生会予算決算や会則改正など重要な決定事項について全校学生へ是非を問う。学生会員の3分の2以上の有効投票かつ過半数の承認により可決される。しかし、昨今は投票率が著しく低下し、投票期限の延長を繰り返すことも多々ある。
評議会
学生総会の前の議題の承認や新同好会の設立について吟味する。毎年4月に開催され、その後必要に応じて臨時開催される。学生会執行部が主となって運営を行う。議決権は各クラスの正副代表（計50名）が持ち、過半数の賛成が得られれば議題は承認される。一般学生も後方座席での見学が可能。
執行部
学生会活動に関わるほとんどの業務を行う。詳しくは次章に明記。
選挙管理委員会
毎年12月～1月に行われる学生会長選挙を運営する。コロナ禍以降、紙媒体での投票からオンライン形式での投票に変更した。
文化部本部（文発実行委員会）
文化発表会（関東信越地区の各高専の文化部が集まって実施する文化祭のようなもの）の企画・運営を行う。参加校で主幹業務を交代で行う。
運動部本部（体育大会実行員会）
体育大会の企画・運営を行う。正副委員長、書記は各運動部長がローテーションを組んで担当している。
茨香祭実行委員会
茨香祭（本校の文化祭）の企画・運営を行う。隔年開催のため引継ぎ業務が難航することもある。
応援委員会
野球部の夏の大会にて応援活動を行う。毎年オリジナルTシャツを着用している。

## 学生会執行部
学生会の業務を担う組織である。会長を筆頭に副会長（会長秘書）および6つの部署に分けられている。新入部員は教育課程（1年生企画）を終えた後に約半年間の仮部署配属が行われ、翌年度に正式な配属となる。

### 会長
- 学生会の統括
- 評議会および学生総会の運営
- 定例会の運営
- ポスター掲示の許可
- 式典への参加

### 副会長（会長秘書）
- 会長業務のサポート

### 会計部
- 予算決算の作成
- 会計会議の実施
- 会計書類の受け取り
- GOP寄付金の募集

### 企画部
- 校内イベントの企画・運営
- 部・同好会のイベントのサポート

### 課外活動支援部
- 新入生オリエンテーションの企画・運営
- 活動報告書の受け取り
- 部活動調査の実施

### 渉外部
- 他高専との連絡
- 交流会への参加

### デジタル部
- 学生会室内のLANおよびデジタル機器の管理
- NASやGoogleDriveなどのデータ管理

### 広報部
- 校内世論調査の実施
- 会報の発行
- 学生会X（旧：Twitter）アカウントの運用

## 部活動
本校の部・同好会は以下の団体によって行われている。中学校と違い入部届が必要ない（部によって設けている場合もあり）。

### 運動部

#### 部活
- 弓道部
- 剣道部
- 硬式野球部
- サッカー部
- 柔道部
- 水泳部
- ソフトテニス部
- 卓球部
- テニス部
- バスケットボール部
- バドミントン部
- バレーボール部
- 陸上競技部
- 女子バレーボール部
- ダンス部

#### 同好会
- トレーニング研究同好会
- ダーツ同好会

### 文化部

#### 部活
- ロボット部
- 自動車部
- 写真部
- 将棋部
- 吹奏楽部
- 天文部
- ラジオ部
- 茶道部
- 軽音学部
- ELSAC部
- 園芸・環境部

#### 同好会
- eスポーツ同好会
- 国際交流（I.C.E）同好会
- ジャグリング同好会
- 数学研究同好会
- ティータイムセミナー同好会
- DTM同好会
- デジタルアーツ同好会
- 物理学研究同好会
- 漫画研究同好会
- サウナ研究同好会
- 英語ディベート同好会
- プログラミング研究同好会
- 航空研究同好会

#### 廃部
- 書道部
- ボランティア部
- パーティーゲーム同好会
- 文学同好会

## 体育大会
毎年10月に行われる体育行事。雨天時は2回まで翌週の同曜日に延期することが可能。担当顧問は学生主事補であり、各教員の役割分担などを行う（雨天時で延期になった場合、出張などがある教員のスケジュールを加味して担当を組みなおす必要があるため負担が大きい）。

### 主な種目

#### 大リレー
予選5試合で決勝進出の5クラスを選出する。

#### 障害物競争
ハードル、跳び箱、網、麻袋などの障害を乗り越え順位を競う。

#### パン食い競争
地元のパン屋のパンが用いられる。

#### 〇人✕脚リレー
各クラスで定められた人数全員がリレーを終える速さを競う。

#### 借人競争
お題の条件に該当する学生・教職員を探し、一緒にゴールまで走る。過去のお題の事例として以下のようなものが挙げられる。
- 特定のクラス・主専攻の学生（教員）
- 運動部・文化部に所属している学生
- 留学生

#### 球技（全5種類）
- サッカー（グラウンド）
- ソフトボール（グラウンド）
- ソフトテニス（テニスコート）
- バスケットボール（第1体育館）
- バレーボール（第2体育館）

総合順位や各種目で上位3位以内に入賞したクラスには閉会式にて賞状が授与される。また、総合順位が高いクラスと大リレーで優勝したクラスには校長賞が与えられる。

## 茨香祭
本高専における文化祭である。隔年開催であり、近年は土日両日の2日間開催の場合が多い。コロナ渦ではオンライン開催を行った年もあった。

### 茨香祭実行委員会
本イベントの企画・運営は茨香祭実行委員会が取り仕切っている。以下に実行委員会の部署ごとの役割分担を示す。

#### 本部
- 各サークルの提出書類の管理
- 当日の本部運営
- 屋外テントの設営
- 前日の机・椅子の運び出しの指揮
- 近隣の小中学校へのポスターの配送

#### 情報部
- 公式Webサイトの制作
- 当日の写真撮影

#### 器材部
- 屋外・屋内ステージの音響機材の管理

#### デザイン・装飾部
- 広報用ポスターの制作
- 校内の装飾の制作（階段など）
- 各クラスサークルの立て看板のスケジュール管理

#### イベント企画部
- 屋外ステージで行われる各種イベントの企画・運営
- 校内スタンプラリーの企画・運営
- 学籍番号くじの企画・運営
- 打上花火の企画・運営

#### 会計・渉外部
- 実行委員会の予算管理
- 各サークルの会計書類の管理
- 企業とのスポンサー契約の交渉